# 1121 Наташа
1121 Наташа (лат. 1121 Natascha) је астероид главног астероидног појаса чија средња удаљеност од Сунца износи 2,547 астрономских јединица (АЈ).
Апсолутна магнитуда астероида је 11,8 а геометријски албедо 0,059.